# Yangjiapu (köpinghuvudort i Kina, Liaoning Sheng, lat 40,19, long 123,33)
Yangjiapu är en köpinghuvudort i Kina. Den ligger i provinsen Liaoning, i den nordöstra delen av landet, omkring 180 kilometer söder om provinshuvudstaden Shenyang. Antalet invånare är 11 942. Befolkningen består av 5 772 kvinnor och 6 170 män. Barn under 15 år utgör 14,0 %, vuxna 15-64 år 74 %, och äldre över 65 år 11,0 %.
Runt Yangjiapu är det ganska tätbefolkat, med 108 invånare per kvadratkilometer. Närmaste större samhälle är Xiuyan, 12,1 km norr om Yangjiapu. I omgivningarna runt Yangjiapu växer i huvudsak blandskog.
Genomsnittlig årsnederbörd är 1 190 millimeter. Den regnigaste månaden är juli, med i genomsnitt 387 mm nederbörd, och den torraste är januari, med 8 mm nederbörd.